# 巫女たちの家

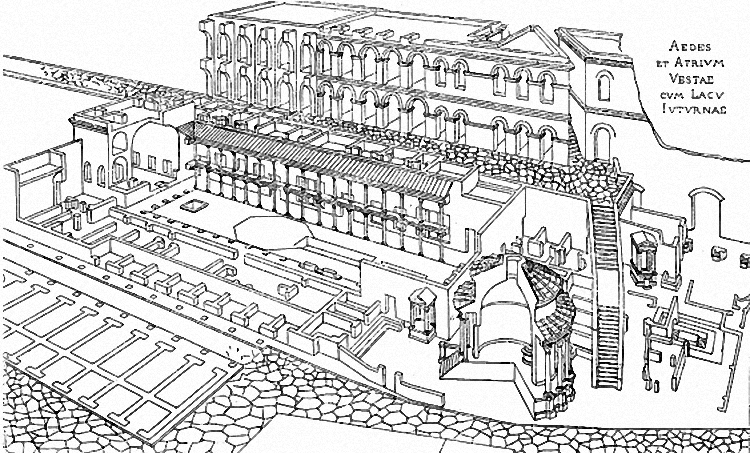
クリスティアン・フュルゼンによる巫女たちの家の復元スケッチ (1905年)

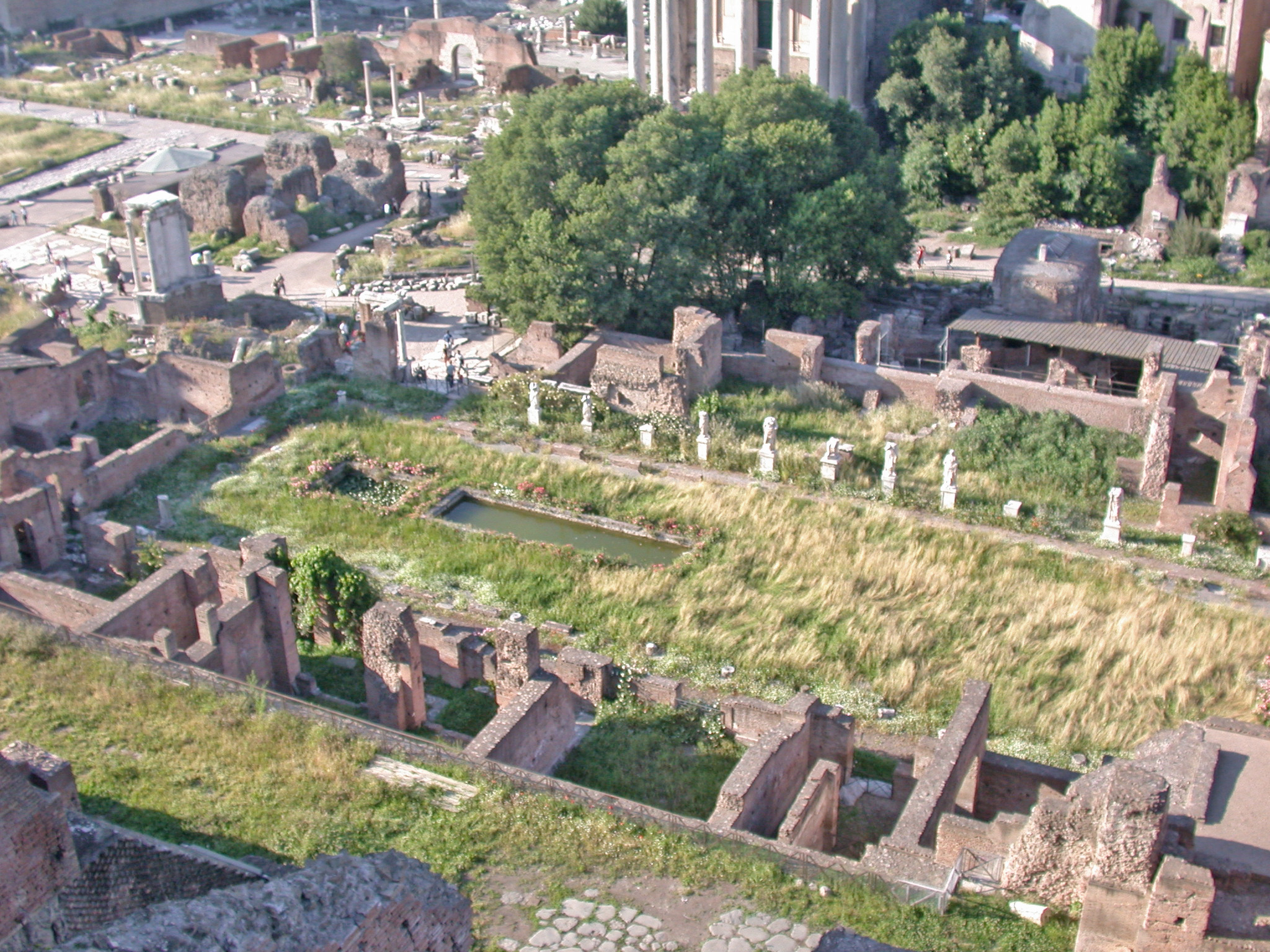
巫女たちの家

巫女たちの家 (イタリア語: Casa delle Vestali、ラテン語: Atrium Vestae ) は、フォロ・ロマーノにある建造物で、かまどの女神ウェスタに仕える巫女たちの住居である。これは、レギアとパラティーノの丘の間にあるフォロ・ロマーノの東の端にある円形のウェスタ神殿の背後にある。
最高神祇官が住んだドゥムス・プブリカ(domus publica)は、アトリウムの近くに置かれていた。その役割は、その後皇帝が担うようになっていった。
巫女たちの家は、古代ローマのフォーラムでは暖房システム、寝室、キッチン、応接室、製粉所を備えた２階建ての別荘で、エレガントな細長いアトリウム、もしくは二つの溜池がある裁判所のそばに作られている。最東端には、神話によれば祭式の創始者であるヌマ・ポンピリウスの像を配したアーチ型の開いたホールがある。
複合施設は、パラティーノの丘の麓にあり、64年のローマ大火ですべてが焼き尽くされた時、それまで徐々に侵食されてきていた聖なる森が、帝国時代の広がりを取り戻した。巫女たちの家は、帝国の歴史の中で何度か再建されている。
４世紀後半、テオドシウス1世が強制的にキリスト教を導入し、ウェスタの巫女の学寮を解散させた後も、巫女たちの家は住居施設としてその役割を維持し続けた。
巫女の代わりに、宮廷の役人、続いて教皇の宮廷の役人がそこを住まいとした。この時代の考古学的発見には、5世紀の397枚の金貨と、9世紀から10世紀の830枚のアングロ・サクソン硬貨がある。この場所は11世紀から12世紀に放棄されたことがある。
ウェスタの処女はローマで唯一の巫女だった。彼女らは隣のウェスタ神殿で燃え続ける神聖な火を保ち、30年間彼女らの職を行使した。この間、彼女らは結婚することを許されなかった 。ウェスタの処女による淫行は近親相姦と見なされ、それに応じて死刑に処せられることもあった。ローマの城壁内に埋葬できるのは皇帝とウェスタの処女だけだった 。
改装された施設は2011年1月27日から再び一般公開されている。

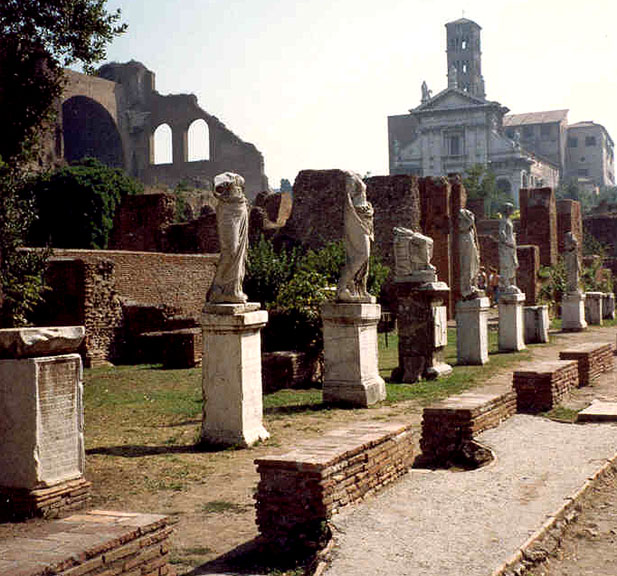
巫女たちの家にある彫像

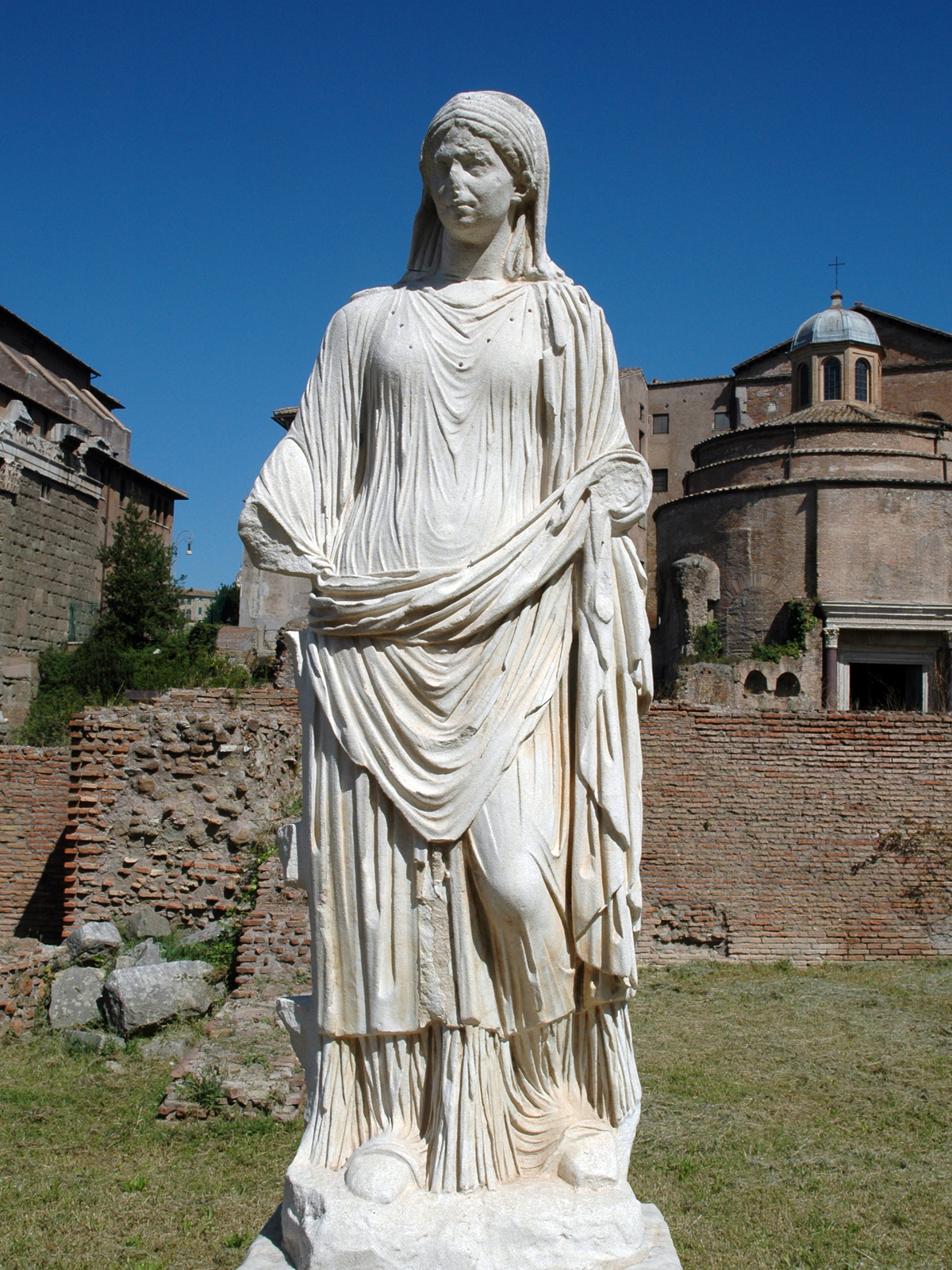
フォロ・ロマーノの彫像と巫女たちの家